# Wissenschaftliche Informationsinfrastruktur
Wissenschaftliche Informationsinfrastrukturen sind technisch und organisatorisch vernetzte Dienste und Angebote zur Arbeit mit wissenschaftlich relevanten Daten, Informationen und Wissensbeständen.
Einrichtungen der wissenschaftlichen Informationsinfrastruktur gehören zur Forschungsinfrastruktur. Ihre Aufgabe ist es, die für Forschung und Lehre relevanten Träger von Daten, Informationen und Wissen unter systematischen Gesichtspunkten zu sammeln, zu pflegen und für eine wissenschaftliche Nutzung bereitzustellen und zugänglich zu machen. Dadurch unterstützen sie nachhaltig den gesamten Prozess der wissenschaftlichen Arbeit.

## „Daten- und Informationsträger“
Zu den Trägern wissenschaftlich relevanter Daten, Informationen und Wissensbestände gehören:
- Archivalien und Schriften (Handschriften, Bücher, Zeitschriften etc.)
- Forschungsdatensammlungen (siehe Forschungsdateninfrastruktur)
- Bilder, Filme, Tondokumente
- andere kulturelle Artefakte und natürliche Objekte (Skelette, Zellkulturen, Gesteinsproben etc.)
- Digitalisate aller dieser „Medien“

## Informationsinfrastrukturen unterstützen die Wissenschaft
Die wissenschaftliche Arbeit lässt sich einem wissenschaftlichen Wertschöpfungsprozess zusammenfassen: Hierzu gehören Projektidee, Datensammlung, Auswertung, wissenschaftlicher Diskurs, Publikation, Ergebnisdokumentation und Lehre. Die Aufgabe der Informationsinfrastruktur ist es, alle diese Prozesse in enger Kooperation mit den Wissenschaftlern nachhaltig zu unterstützen. Neben den „klassischen Aufgaben“ wie der Erschließung, Aufbereitung und Bereitstellung von Fachinformationen werden zukünftig integrierte Dienstleistungen wie z. B. die Unterstützung des Austausches innerhalb eines Projektteams in virtuellen Forschungsumgebungen immer wichtiger werden.

## Aufgaben der Informationsinfrastruktur
Hierzu gehören:
- Erwerb, Aufbereitung, Erschließung, Nachweis, Bereitstellung und Archivierung von Information („klassische Aufgaben“)
- Sicherstellung von nachhaltiger Retrieval- und Analysefähigkeit relevanter Information
- Management von Informationen aller Art (Daten, textuelle und nichttextuelle Objekte, Medien) einschließlich Bereitstellung von Werkzeugen zur Bearbeitung
- Sicherstellung des dauerhaften Zugriffs (Langzeitverfügbarkeit, Langzeitarchivierung)
- Gewährleistung von Sicherheit, Vertraulichkeit und Vertrauenswürdigkeit
- Bereitstellung von Möglichkeiten der kollaborativen Nutzung (z. B. data sharing) und der virtuellen Kommunikation
- Unterstützung dieser Prozesse und Aufgaben durch adäquate Methoden der Lehre und Ausbildung